# Шатр (Об)
Шатр (фр. Châtres) — коммуна во Франции, находится в регионе Шампань — Арденны. Департамент — Об. Входит в состав кантона Мери-сюр-Сен. Округ коммуны — Ножан-сюр-Сен.
Код INSEE коммуны — 10089.
Коммуна расположена приблизительно в 120 км к востоку от Парижа, в 65 км юго-западнее Шалон-ан-Шампани, в 29 км к северо-западу от Труа.

## Население
Население коммуны на 2008 год составляло 597 человек.
| 1962 | 1968 | 1975 | 1982 | 1990 | 1999 | 2008 |
| ---- | ---- | ---- | ---- | ---- | ---- | ---- |
| 449  | 477  | 429  | 573  | 590  | 579  | 597  |

## Администрация
| Период | Период | Фамилия          | Партия | Примечания |
| ------ | ------ | ---------------- | ------ | ---------- |
| 2001   | 2008   | Жан Гамба        |        |            |
| 2008   |        | Кристиан Луазанс |        |            |

## Экономика
В 2007 году среди 392 человек в трудоспособном возрасте (15—64 лет) 288 были экономически активными, 104 — неактивными (показатель активности — 73,5 %, в 1999 году было 68,8 %). Из 288 активных работали 256 человек (145 мужчин и 111 женщин), безработных было 32 (7 мужчин и 25 женщин). Среди 104 неактивных 39 человек были учениками или студентами, 41 — пенсионерами, 24 были неактивными по другим причинам.